# Liste d'enseignes de la grande distribution en France
 (décembre 2021).
Si vous disposez d'ouvrages ou d'articles de référence ou si vous connaissez des sites web de qualité traitant du thème abordé ici, merci de compléter l'article en donnant les références utiles à sa vérifiabilité et en les liant à la section « Notes et références ».
Cet article présente les différentes enseignes de la grande distribution en France.
C'est vers le milieu du XIXe siècle qu'apparaissent les premières enseignes de grande distribution et de distribution spécialisée en France et en Europe.
Jusque-là, le commerce de distribution est exclusivement indépendant, ne cherche pas à mettre en avant une « enseigne », ni à s'organiser en chaînes de magasins.

## Histoire
Les premières enseignes succursalistes sont le fait de regroupements coopératifs, puis apparaissent les premières créations de grands magasins, tout en restant cantonnées à une seule localisation.
Après la seconde guerre, le développement du premier supermarché amplifie le mouvement pour aboutir finalement aux chaînes des supermarchés, puis aux hypermarchés. En corollaire, les enseignes les plus anciennes disparaissent progressivement alors qu'émerge un nouveau type de distribution : le hard-discount.
Mais le commerce de proximité n'a pas dit son dernier mot : dans les grandes villes, des épiceries de quartier offrent une amplitude de service forte en restant ouverts très tard et le dimanche et les jours fériés. Besoin non pris en compte, en France, par la grande distribution.
À la fin du XXe siècle, les enseignes de distributions se mondialisent à l'exemple de Carrefour qui ouvre des hypermarchés en nom propre ou en coentreprise, tout comme les chaînes de proximité, comme 7-Eleven, et que l'on retrouve dans de nombreux pays à travers le monde.
Le début du XXIe siècle est propice aux transformations dans la grande distribution. Le système « multi-format mono-marque » est mis en place dans les groupes Casino, Carrefour et chez Les Mousquetaires. Un essai d'implantation d'épicerie en distribution automatique n'est pas concluant et commence à apparaître la distribution sur commande par internet.
Selon l'étude OC&C des enseignes de distribution, les dix plus attractives en France dans le secteur alimentaire en 2018 sont :
| rang | enseigne         |
| ---- | ---------------- |
| 1    | Picard           |
| 2    | Grand Frais      |
| 3    | Thiriet          |
| 4    | E.Leclerc        |
| 5    | Auchan           |
| 6    | Lidl             |
| 7    | Coopérative U    |
| 8    | Intermarché      |
| 9    | Géant            |
| 10   | Carrefour Market |

## Liste d'enseignes par type

### Hypermarché
- Auchan (Auchan Retail)
- Carrefour (Groupe Carrefour)
- E.Leclerc (Mouvement E.Leclerc)
- Hyper U (Coopérative U)
- Intermarché Hyper (Les Mousquetaires)

### Supermarché
- Auchan Supermarché (Auchan Retail)
- bi1 (Schiever)
- Carrefour Market (Groupe Carrefour)
- Colruyt (Colruyt Retail France)
- E.Leclerc Express (Mouvement E.Leclerc)
- Grand Frais
- Intermarché Super (Les Mousquetaires)
- Monoprix (Groupe Casino)
- Supermarché Triangle Casino (Groupe Casino)
- Supermarchés Match (Groupe Carrefour)
- Super U (Coopérative U)

### Moyenne surface
- Carrefour Contact (Groupe Carrefour)
- Casino Shopping (Groupe Casino) (transformation en Casino, Spar ou Vival)
- Coccinelle Supermarché (Francap)
- Intermarché Contact (Les Mousquetaires)
- Maximarché (Schiever)
- SPAR Supermarché (Groupe Casino) (transformation en Casino, Spar ou Vival)
- Supermarchés G20 (Diapar)
- U Express (Coopérative U)

### Magasin de proximité
- 8 à Huit (Groupe Carrefour)
- A2Pas (Auchan Retail)
- Atoo Alimentation
- Carrefour City (Groupe Carrefour)
- Carrefour Express (Groupe Carrefour)
- Carrefour Montagne (Groupe Carrefour)
- Casino (Groupe Casino)
- Casino #ToutPrès (Groupe Casino) (transformation en Casino, Spar ou Vival)
- Casino Everyday (Groupe Casino) (transformation en Casino, Spar ou Vival)
- Casino Express (Groupe Casino) (transformation en Casino, Spar ou Vival)
- Casino Shop (Groupe Casino) (transformation en Casino, Spar ou Vival)
- CocciMarket (Francap)
- CocciMarket City (Francap)
- Coccinelle Express (Francap)
- Coop (Coop Atlantique)
- Diagonal (Diapar)
- épi Service (Codifrance)
- Franprix (Groupe Casino)
- Halles Dis (Aldouest)
- Intermarché Express (Les Mousquetaires)
- le marché d'à côté (Groupe Casino)
- Le Petit Casino (Groupe Casino) (transformation en Casino, Spar ou Vival)
- Marché Minut' (DDS Distribution)
- Monop’ (Groupe Casino)
- Monop' Daily (Groupe Casino)
- Monop' Station (Groupe Casino)
- MyAuchan (Auchan Retail)
- Panier Sympa (Codifrance)
- Petit Casino (Groupe Casino) (transformation en Casino, Spar ou Vival)
- Potager City (Groupe Carrefour)
- Proxi (Groupe Carrefour)
- ProxiMarché (Schiever)
- Rapid'Market (Segurel)
- Sherpa (Coréma)
- SPAR (Groupe Casino)
- SPAR Express (Groupe Casino) (transformation en Casino, Spar ou Vival)
- Sitis (Diapar)
- Utile (Coopérative U)
- Vival (Groupe Casino)
- Vivéco (Codifrance)
- Votre Marché (Aldouest / Diapar)

### Soft-discount (alimentaire)
- Aldi (Aldi Nord)
- Lidl (Lidl France)
- Netto (Les Mousquetaires)
- Norma
- Supeco (Groupe Carrefour)

### Discount (non alimentaire)
- Action
- B&M
- Centrakor
- Gifi
- La Foir'Fouille
- Marché aux Affaires
- Noz
- Stokomani
- Normal
- Maxi Bazar

### Surgelé
- Picard
- Thiriet
- Écomiam

### Magasin Biologique
- Bio c'bon (Groupe Carrefour)
- Biocoop
- Biomonde
- Casino #Bio (Groupe Casino) (transformation en Casino, Spar ou Vival)
- Croc'Nature
- L'Eau Vive
- Grand Panier Bio
- Greenweez (Groupe Carrefour)[3]
- La Vie claire
- La Vie Saine
- Les Comptoirs de la Bio (Les Mousquetaires)[3]
- le marché bio E.Leclerc (Mouvement E.Leclerc)
- Naturalia (Groupe Casino)
- NaturéO
- Satoriz
- So.Bio (Groupe Carrefour)

## Liste d'enseignes par groupe

### Groupe Carrefour
- Carrefour : enseigne d'hypermarchés créée en 1959.
- Carrefour Market : enseigne de supermarchés créée en octobre 2007.
- Carrefour Express : enseigne de magasins de proximité créée en 2007.
- Carrefour City : enseigne de magasins de proximité créée en 2009.
- Carrefour Contact : enseigne de magasins de proximité créée en 2008.
- Carrefour Montagne : enseigne de magasins de proximité en montagne créée en 2009.
- Carrefour Bio : enseigne de magasins de proximité axée sur les produits biologiques créée en 2011.
- Carrefour Planet : enseigne d'hypermarchés créée en 2010, disparue en 2012.

- Match : enseigne de supermarchés du Groupe Louis Delhaize puis Groupe Carrefour.
- 8 à Huit : enseigne de supermarchés créée en 1977, disparue en 2018.
- Shopi : enseigne de supermarchés et magasins de proximité créée en 1973, disparue en 2017.
- Promocash : magasins cash & carry.
- Proxi : enseigne de magasins de proximité.
- Bon app' : enseigne de magasins de snacking créée en 2014[4].
- Supeco : enseigne de magasins hard-discount créée en Espagne en 2012, le premier magasin Français a ouvert en 2019.

### Groupe Casino
- Casino HyperFrais : enseigne d'hypermarchés créée en 1970 sous le nom de Géant Casino, disparue en septembre 2024.
- Casino Supermarchés : enseigne de supermarchés, les 2 derniers magasins ferme au premier trismestre de 2025[5].
- Casino Shopping : enseigne de magasins de proximité.
- Casino Shop : enseigne de magasins de proximité créée en 2011.
- Petit Casino : enseigne de magasins de proximité créée en 1993.
- Hyper Casino : enseigne d'hypermarchés créée en 2005, disparue en septembre 2024.
- Spar : enseigne de magasins de proximité créée en 1932 aux Pays-Bas sous le nom « DESPAR » .
- Monoprix : enseigne de supermarchés fondée en 1932.
- Franprix : enseigne de magasins de proximité créée en 1958.
- Leader Price : enseigne de magasins hard-discount créée en 1986, disparue en septembre 2024 en France métropolitaine.
- Vival : enseigne de magasins de proximité.

### Groupe Auchan
- Auchan : enseigne d'hypermarchés créée en 1961.
- Auchan Supermarché : enseigne de supermarchés.
- Auchan Bio : enseigne de magasins de proximité axée sur les produits biologiques créée en 2017.
- A2Pas : enseigne de magasins de proximité.
- My Auchan : enseigne de magasins de proximité.

### Schiever
- Bi1 : enseigne de supermarchés créée en 2013[6].
- Proximarché : enseigne de magasins de proximité.
- Maximarché : enseigne de supermarchés.

Les hypermarchés et grands supermarchés sont exploités sous l'enseigne Auchan.

### Les Mousquetaires
- Intermarché : enseigne de supermarchés et hypermarchés créée en 1969 sous le nom de « Ex, Offices de distribution » pour ensuite devenir « Intermarché » en 1972. L'enseigne est déclinée depuis 2009, en fonction de la surface de vente, ainsi que de son emplacement :
  - Intermarché Hyper : enseigne d'hypermarchés pour les plus grands magasins de 3 200 m2 à 6 700 m2
  - Intermarché Super : enseigne de supermarchés à environ 2 000 m2
  - Intermarché Contact : enseigne de magasins de proximité en village à environ 1 000 m2 remplace Écomarché et les Relais des Mousquetaires
  - Intermarché Express : enseigne de magasins de proximité en centre-ville à environ 700 m2
- Netto : enseigne de magasins de hard-discount.
- Poivre Rouge : Chaîne de restaurants.
- Roady : enseigne de Centres Auto.
- Bricomarché : enseigne de magasins de bricolage.
- Bricorama : enseigne de magasins de bricolage.

### Coopérative U
- Hyper U : enseigne d'hypermarchés.
- Super U : enseigne de supermarchés.
- U Express : enseigne de magasins de proximité.
- Utile : enseigne de magasins de proximité.

### Groupe Colruyt
- Colruyt : enseigne de supermarchés crée en Belgique en 1976. Le premier magasin Français ouvre en 1997. Les magasins sont majoritairement situés à l'est du pays[8].

### FrancapetCodifrance
- Coccimarket : enseigne de supermarchés et de magasins de proximité.
- Supermarchés G20 : enseigne de supermarchés et de magasins de proximité.
- Diagonal : enseigne de magasins de proximité.
- Sitis : enseigne de magasins de proximité.
- Viveco : enseigne de magasins de proximité.

## Liste d'anciennes enseignes
- Archi-bas : première enseigne française de hard-discount crée en 1975 et disparue en 1979. Remplacée par l'enseigne Ed.
- À la Belle Jardinière : chaîne de magasins de confection.
- Atac : enseigne de supermarchés créée par les Docks de France en 1982, et disparue en 2023.
- Aux Dames de France : chaîne de grands magasins tenue par Paris-France jusqu'à sa cession au groupe Galeries Lafayette à partir de 1985
- Avenue : enseigne d'hypermarchés développée par Coopérative U à partir de 1983. Remplacée par Hyper U.
- Banco
- Bravo (groupe Disco) : créée en 1972 et disparue en 1995, reprise par divers groupes[9].
- Carrefour Planet (Groupe Carrefour) : enseigne d'hypermarchés créée par Carrefour en 2010 et disparue en 2012[10].
- CDM (diminutif de Comptoir des Marchandises) : enseigne de hard-discount créée en 1991 par Les Mousquetaires. Remplacée par Netto en 2001[11].
- Champion : chaîne de supermarchés créée en 1969 par Promodès. Progressivement reprise par Carrefour Market de décembre 2007 à juin 2018[12],[13]
- Cédico : enseigne de supermarchés appartenant au groupe familial Catteau, créée en 1968. Racheté par Tesco en 1992, puis par Promodès en 1997, les supermarchés deviennent Champion[14].
  - Hyper Cédico : enseigne d'hypermarchés, transformée par Promodès en Continent, puis Carrefour[14].
  - Cédimarché : enseigne de magasins de proximité. Remplacée par les enseignes Shopi ou 8 à huit ou ED[14].
- Codec (Promodès) : enseigne de supermarchés et magasins de proximité créée en 1924 et disparue en 2003. Remplacée par les enseignes Shopi et Marché Plus[15].
- Comod: enseigne de supermarchés du groupe Comptoirs modernes, créée en 1973 et disparue en 1999.
- Continent : enseigne d'hypermarchés fondée par Promodès en 1972 et disparue en 2000, Remplacée par Carrefour à la suite de la fusion avec le groupe.
- Cora : enseigne d'hypermarchés du Groupe Louis Delhaize créée en 1969 et disparue en novembre 2024. Absorbée par le groupe Carrefour.
- Éco Service : enseigne de hard-discount implantée créée en 1990 par les Docks de France, puis acquis par le groupe Casino en 2000. L'enseigne disparaît progressivement à partir 2009 au profit de Spar.
- Eroski (Groupe Mondragon) : enseigne d'hypermarchés d'origine espagnole, disparue en 2011.
- Étoile du Midi (fondé en 1913) : a compté jusqu'à 400 magasins couvrant une zone allant du Tarn aux Bouches-du-Rhône et du Cantal à l'Ariège en passant par l'Aude.
- Écomarché : enseigne de supermarchés et de magasins de proximité appartenant aux Mousquetaires.
- Ed : enseigne française de hard-discount créée en 1978 et disparue en 2012.
- Escale
- Euromarché : enseigne d'hypermarchés créée en 1968 et disparue en France en 1994.
- Familistère : devenu Radar.
- Félix Potin : enseigne de magasins de proximité disparue en 1995.
- Goulet-Turpin
- Grands-Magasins Gonset
- GRO : enseigne de supermarchés rachetée par Match en 1989.
- Hauser
- Larc : enseigne de hard-discount alimentaire de la Coop Atlantique (ancienne Coop de Saintes), transformé avec le passage de Coop Atlantique chez les Docks de France puis chez Auchan, en magasins Éco Service[16],[17].
- Mag et Mag plus (supermarché)
- Major (Unidis, Comptoirs modernes) : enseigne de supermarchés. Magasins principalement situés dans le Centre de la France. Crée en 1963 et disparue en 1990. Rachetée par les Comptoirs modernes.
- Mammouth (Docks de France) : enseigne d'hypermarchés créée en 1969 et disparue en 2009. Absorbée par Auchan.
- Marché Plus : enseigne de magasins de proximité du groupe Comptoirs modernes créée en 1992 et rachetée en 1998 par le groupe Carrefour et qui adopte progressivement l'enseigne Carrefour City à partir de 2009. Disparue en 2014.
- Marché U : enseigne de magasins de proximité appartenant à Coopérative U. Remplacé par Utile, U express et Super U.
- Maxi Coop (Coop Normandie-Picardie) : enseigne de supermarchés.
- Montlaur[18] : enseigne d'hypermarchés et de supermarchés. Magasins principalement situés dans le Sud de la France. Crée en 1966 et disparue en 1994. Rachetée par Carrefour.
- Le Mutant (Coop Normandie-Picardie) : enseigne de supermarchés créée en 1986 et disparue en 2015.
- Nouvel Hyper : enseigne d'hypermarchés du groupe Guyenne & Gascogne dans le sud ouest. Cette enseigne ne disposait que de deux implantations.
- Pakbo et super Pakbo : formule démarrée par les Docks de France en 1986 jusqu'à cessation en 1991.
- La Parisienne
- PG : enseigne de supermarchés appartenant au groupe Delhaize et transformés en Stoc en 1998.
- Prixbas : enseigne d'hypermarchés hard-discount d'Auchan, n'a existé qu'un seul magasin à Mulhouse (ex-Auchan) entre 2010 et 2015 redevenu Auchan[19],[20],[21],[22],[23],[24].
- Prisunic : enseigne de supermarchés créée en 1931 et disparue en 2003. Remplacée par Monoprix.
- Radar et Radar Super : chaîne d'hypermarchés et de supermarchés issue du Familistère. Crée en 1972 et disparue en 1988.
- Rallye : enseigne d'hypermarchés créée en 1968 et disparue en 2002.
  - Rallye Super : enseigne de supermarchés.
- Record : enseigne d'hypermarchés fondée les Établissements Decré en 1967 et disparue en 2022.
- Rond Point Coop : enseigne d'hypermarchés de la Coop. Créée en 1969 et disparue en 2009.
- Ruche du Midi
- La Ruche Moderne
- Sainsbury's
- Schlecker (groupe Schlecker)
- Simply Market (Auchan) : enseigne de supermarchés née en 2005 et remplacée par Auchan Supermarché à partir de 2018.
- Sodi & Sodiprix : enseigne de magasins de proximité et supermarchés présents dans le Sud-Ouest par la société Cantelaube, rachetée par la CFAO, elle-même rachetée par le Groupe Pinault en 1981 à travers La Ruche méridionale, puis abandonné lors du passage au groupe Casino.
- Sodim : enseigne de supermarchés fondée en 1963 par la CFAO.
- Shopi : enseigne de supermarchés et magasins de proximité créée en 1973 et disparue en 2017.
- Squale : enseigne de supermarchés du groupe Guyenne et Gascogne.
- Stoc : enseigne de supermarchés du groupe Comptoirs modernes, rachetée en 1998 par le Groupe Carrefour et remplacée par l'enseigne Champion.
- Super Suma : enseigne de supermarchés créée en 1959 et rachetée progressivement en 1998 par Docks de France puis Auchan.
- Surcouf : chaîne de magasins d'informatique créée en 1992 et disparue en 2012.
- Tesco Vin Plus (Tesco)
- Timy : enseigne de magasins de proximité rachetée par le groupe Casino.
- Topco : enseigne de supermarchés absorbés par Intermarché en 2000[25].
- L'Univers (La Ruche méridionale) : enseigne d'hypermarchés existant entre 1987 et 1997 dans le sud de la France. Rachetée par le groupe Casino.

## Historique des enseignes

### Les précurseurs 1780-1850
- Au Tapis rouge, fondé en 1784. Précurseur du magasin moderne, il est le premier à éditer un catalogue de vente par correspondance, il disparait en 1910, remplacé par La Compagnie Générale de l'Ameublement[26].
- À la Belle Jardinière, magasin de confection, se développe à partir d'une boutique établie en 1824 à Paris, 322 grands magasins à cette enseigne vers 1860 en France. Fermé en 1972.
- Les Trois Quartiers (1829), transformé en galerie commerciale.
- Le Petit Saint-Thomas (1830) fermé en 1848.
- Le Bazar Bonne-Nouvelle en 1836
- Félix Potin épicerie fondé en 1844 par Félix Potin et racheté par Promodès en 1996.

### Début du commerce moderne 1850-1900
- Le Bon Marché premier grand magasin de France (1852).
- Rougier & Plé créé en 1854.
- Les Grands Magasins du Louvre créés en 1855, fermés en 1974.
- Le Bazar de l'Hôtel de Ville (BHV) (1856) racheté par le groupe Galeries Lafayette.
- Les Magasins Réunis (1856) (Fondateur : Antoine Corbin) fermés en 1983.
- Grands magasins du Printemps (1865).
- Grands Magasins Dufayel, ouvert sous le nom de Palais de la Nouveauté en 1856 sur le boulevard Barbès, ferme en 1930.
- Jeanteur 1865 (Sedan sous l'enseigne au Bon Marché); 1888 (Charleville, sous l'enseigne Au Coin de Rue initialement). Toujours présents à Charleville-Mézières. Ce sont les derniers Grands Magasins à enseigne et capital familial en France.
- Les Nouvelles Galeries (1867) rachetées par le groupe Galeries Lafayette.
- La Samaritaine grand magasin parisien (1869) fondé par le couple Ernest Cognacq et Marie-Louise Jaÿ, fermé en 2005, rouvert en 2021.
- Aux phares de la Bastille, grand magasin de confection, chaussures, accessoires de mode, créé en 1875 et disparu après 1914.
- Grands magasins de la Paix, créé en 1869.
- Goulet-Turpin (1874), en 1948 premier libre-service français ouvert à Paris, disparu en 1979.
- Familistère il a été fondé en 1887 par le groupe Docks Rémois, disparu en 1972.
- Les Galeries Lafayette Haussmann grand magasin parisien (1893).
- Les Grands Magasins Réaumur (1897).
- Casino magasin à succursales 1898 (Saint-Étienne).

### Période 1900-1945
- La Ruche méridionale créé en 1907 (Agen), racheté par Casino en 1990.
- La Ruche Picarde, fusionné dans Docks de France.
- Codec créé en 1924 racheté par Promodès en 1990.
- Monoprix 1930 / filiale du Groupe Casino depuis 2002.
- Prisunic 1931 premier magasin du type populaire créé par les Grands Magasins du Printemps. Prisunic a été absorbé par Monoprix à la fin des années 1990, disparu en 2003.
- Les Docks de France rachetés par Auchan en 1996.
- Comptoirs modernes fusionnés avec Carrefour en 1998.
- Les Coopérateurs Coop (enseigne)
- La Ruche Moderne
- Les Docks Troyens
- Égé
- Magasins J

### Période 1945-2000
- Rallye, 1945, racheté par Casino en 1992.
- Spar fondé en 1947.
- E.Leclerc, 1949 à Landerneau premier magasin discompteur d'Édouard Leclerc.
- Nica , 1957 enseigne du premier libre-service du groupe Casino, crée à Nice.
- Carrefour 1960 premier supermarché de l'enseigne à Annecy.
- Auchan, 1961 premier supermarché de l'enseigne à Roubaix.
- Carrefour, 1963 premier hypermarché Sainte-Geneviève-des-Bois (2600 m²).
- Montlaur racheté par Carrefour en 1991.
- Euromarché racheté par Carrefour en 1991.
- CORA, Septembre 1969 premier hypermarché de l'enseigne à Garges-lès-Gonesse.
- Champion 1969 supermarché filiale de Promodès (fusion avec Stoc de Carrefour/Comptoirs Modernes en 1999).
- Intermarché, (Les Mousquetaires), créé en 1969 par 75 dissidents du Groupe Leclerc.
- Écomarché, enseigne de supermarchés de proximité des Mousquetaires, notamment en zones rurales.
- Shopi 1973 enseigne de Promodès puis groupe Carrefour.
- 8 à Huit, 1977 magasin de proximité du groupe Carrefour.
- Radar racheté entre autres par Cora.
- Mammouth groupe Docks de France (fusion avec Auchan en 1996).
- Comod 1973 de "Comptoirs modernes".
- Atac groupe Docks de France (fusion avec Auchan en 1996).
- Marché Plus magasins de proximité créés en 1986, enseigne des Comptoirs Modernes.
- Colruyt (Codifrance) à Pontarlier en 1997.
- Record, enseigne exploitée notamment par la Société Européenne de Supermarchés (rachetée par Cora) et le Groupe Arlaud devenu Hyparlo (qui a franchisé ses magasins sous l'enseigne Continent en 1991) racheté par le groupe Carrefour en 2005.
- Score : petits magasins de proximité devenu 8 à Huit.
- Franprix filiale du Groupe Casino depuis 2000.
- Leader Price filiale du Groupe Casino depuis 2000.
- Aldi, enseigne allemande qui ouvre le premier hard-discounter français en 1988.
- Lidl, autre enseigne allemande spécialiste du hard-discount jusqu'en 2012 devenue un magasin a grande distribution.
- Ed, chaîne de hard-discount filiale de Carrefour et racheté par la marque espagnol DIA.
- Suma des Docks de France et de la Société Alsacienne de Supermarchés, remplacé progressivement par Atac.
- Norma chaîne allemande de hard-discount, en France depuis 1989.
- Netto, chaîne de hard-discount des Mousquetaires.
- Grand Frais, création de l'entreprise en 1992.
- Euromarché ferme son dernier hypermarché en France en 1994 pour changer d'enseigne et devenir Continent puis Carrefour à Thiers.
- Unico, Coopérative U.
- Timy
- Escale
- Sodim
- Topco (1974)
- Supermarchés G20 (1975)
- L'Univers (La Ruche méridionale)
- Continent, 1972 (Promodès)
- Bravo (1972)
- Major (1963)
- Cédico (1969)
- Rond Point (1969)

### XXIesiècle
- Carrefour Market, a remplacé l'enseigne Champion ou Ed.
- Auchan Supermarché a remplacé Simply Market qui a elle même remplacé l'enseigne Atac qui regroupait les supermarchés du groupe Auchan.
- Dia (groupe Dia), d'origine espagnole, transformation des magasins Ed en Dia.
- Le groupe Auchan implante à Paris des magasins de proximité sous l'enseigne My Auchan.
- Le groupe Toupargel lance le site marchand Place du Marché.